# Comer
Comer – miasto w Stanach Zjednoczonych, w stanie Georgia, w hrabstwie Madison.